# Понтъпул
Понтъпу̀л (на английски: Pontypool; на уелски: Pont-y-pŵl, Понт ъ пу̀ул, звуков файл и буквени символи за английското произношение ) е град в Южен Уелс, главен административен център на графство Торвайн. Разположен е около река Авон Луид на около 25 km на север от централната част на столицата Кардиф. Има жп гара. Населението му е 35 447 жители според данни от преброяването през 2001 г.

## Побратимени градове
- Бретен, Германия

## Личности
Родени в Понтъпул
- Люк Евънс (р. 1979), актьор